# Cantonul Garches
Cantonul Garches este un canton din arondismentul Nanterre, departamentul Hauts-de-Seine, regiunea Île-de-France, Franța.

## Comune
| Comune                           | Populație (1999) | Cod poștal | Cod INSEE |
| -------------------------------- | ---------------- | ---------- | --------- |
| Garches                          | 18.157           | 92.380     | 92 033    |
| Rueil-Malmaison, commune entière | 78.112           | 92.500     | 92 063    |